# 衛藤速
衛藤 速（衞藤、えとう はやし、1894年（明治27年）9月27日 - 1964年（昭和39年）12月21日）は、昭和期の実業家、政治家。衆議院議員（2期）。

## 経歴
大分県宇佐郡竜王村野山（深見村、安心院町を経て現宇佐市）で生まれる。小学校を卒業。若年で中国に渡り、その後、沖縄、京阪神を遍歴した。福岡県田川郡川崎村（現川崎町）で炭鉱夫として働く。昭和の初めに川崎町で東豊炭鉱を経営。以後、田川商工会議所副会頭、大進鉱業代表取締役、耶彦新聞名誉社長、衛藤商事社長、衛藤鉱業社長、文珠岳炭礦社長（佐世保市）、東豊商事社長などを務めた。戦後の復興と朝鮮特需で1951年（昭和26年）には長者番付1位となった。
政界では川崎町会議員を務めた。1947年（昭和22年）4月の第23回衆議院議員総選挙に福岡県第4区から日本社会党公認で出馬して初当選。臨時石炭鉱業管理法案に反対して社会党を離党し社会革新党に入党。炭鉱国管疑獄では、1948年（昭和23年）衆議院不当財産取引調査委員会に証人喚問されている。1949年（昭和24年）1月の第24回総選挙で再選され、その後、自由党に所属し衆議院議員に連続2期在任した。この間、社会革新党中央執行委員などを務めた。
1964年（昭和39年）12月21日死去、70歳。死没日をもって勲三等瑞宝章追贈、正五位に叙される。
二女の夫はプロ野球選手の豊田泰光。

## 逸話
郷里の明治小学校建設用地費や大分県立安心院高等学校の整備に多額の寄付を行った。